# Бари (язык)
Бари́ (Barí, Barira, Cunausaya, Dobocubi, Motilón, Motilone) — чибчанский язык, на котором говорит народ мотилон, проживающий в округах Индигена-Мотилон-Бари и Ресгуардо-Индигена-Кабарра-Каталаура регионов реки Оро и Верхняя Кататумбо, в муниципалитете Серрания-де-лос-Мотилонес департамента Северный Сантандер в Колумбии, а также на южной территории реки Кататумбо и северной территории Юкпа, южной зоне муниципалитета Сьерра-де-Периха штата Сулия (венесуэльско-колумбийская граница) в Венесуэле.